# Llista de municipis de Sevilla

Mapa de la província de Sevilla

Llista de Municipis de la província de Sevilla, Espanya.
Informació actualitzada per un bot. Els canvis manuals es perdran quan s'actualitzi!
| Escut | Municipi                    | Comarca     | Població | Superfície km² | Densitat | Altitud | Codi postal       | Codi territorial | Dades a Wikidata              |
| ----- | --------------------------- | ----------- | -------- | -------------- | -------- | ------- | ----------------- | ---------------- | ----------------------------- |
|       | Aguadulce                   |             | 2.042    | 14             | 145,86   | 264     | 41550             | 41001            | Modifica les dades a Wikidata |
|       | Alanís                      |             | 1.673    | 280,2          | 5,97     | 775     | 41380             | 41002            | Modifica les dades a Wikidata |
|       | Albaida del Aljarafe        |             | 3.223    | 12             | 268,58   | 162     | 41809             | 41003            | Modifica les dades a Wikidata |
|       | Alcalá de Guadaíra          |             | 76.922   | 284,6          | 270,27   | 46      | 41500             | 41004            | Modifica les dades a Wikidata |
|       | Alcalá del Río              |             | 12.250   | 83             | 147,59   | 30      | 41200             | 41005            | Modifica les dades a Wikidata |
|       | Alcolea del Río             |             | 3.279    | 50             | 65,58    | 32      | 41449             | 41006            | Modifica les dades a Wikidata |
|       | Algámitas                   |             | 1.241    | 20,4           | 60,77    | 447     | 41661             | 41008            | Modifica les dades a Wikidata |
|       | Almadén de la Plata         |             | 1.328    | 256            | 5,19     | 450     | 41240             | 41009            | Modifica les dades a Wikidata |
|       | Almensilla                  |             | 6.653    | 14,3           | 464,92   | 45      | 41111             | 41010            | Modifica les dades a Wikidata |
|       | Arahal                      |             | 19.417   | 201,1          | 96,56    | 117     | 41600             | 41011            | Modifica les dades a Wikidata |
|       | Aznalcázar                  |             | 4.886    | 449,8          | 10,86    | 67      | 41849             | 41012            | Modifica les dades a Wikidata |
|       | Aznalcóllar                 |             | 6.079    | 199            | 30,55    | 155     | 41870             | 41013            | Modifica les dades a Wikidata |
|       | Badolatosa                  |             | 3.078    | 48             | 64,13    | 236     | 41570             | 41014            | Modifica les dades a Wikidata |
|       | Benacazón                   |             | 7.358    | 32             | 229,94   | 120     | 41805             | 41015            | Modifica les dades a Wikidata |
|       | Bollullos de la Mitación    |             | 11.251   | 63             | 178,59   | 86      | 41110             | 41016            | Modifica les dades a Wikidata |
|       | Bormujos                    |             | 22.970   | 12             | 1.914,17 | 98      | 41930             | 41017            | Modifica les dades a Wikidata |
|       | Brenes                      |             | 12.883   | 22             | 585,59   | 18      | 41310             | 41018            | Modifica les dades a Wikidata |
|       | Burguillos                  |             | 7.327    | 43             | 170,4    | 80      | 41220             | 41019            | Modifica les dades a Wikidata |
|       | Camas                       |             | 28.705   | 12             | 2.392,08 | 13      | 41900             | 41021            | Modifica les dades a Wikidata |
|       | Cantillana                  |             | 10.728   | 107,7          | 99,61    | 34      | 41320             | 41023            | Modifica les dades a Wikidata |
|       | Carmona                     |             | 29.871   | 924,1          | 32,32    | 235     | 41410             | 41024            | Modifica les dades a Wikidata |
|       | Carrión de los Céspedes     |             | 2.617    | 6              | 436,17   | 88      | 41820             | 41025            | Modifica les dades a Wikidata |
|       | Casariche                   |             | 5.307    | 53             | 100,13   | 296     | 41580             | 41026            | Modifica les dades a Wikidata |
|       | Castilblanco de los Arroyos |             | 5.134    | 325            | 15,8     | 313     | 41230             | 41027            | Modifica les dades a Wikidata |
|       | Castilleja de Guzmán        |             | 2.863    | 2              | 1.431,5  | 171     | 41908             | 41028            | Modifica les dades a Wikidata |
|       | Castilleja de la Cuesta     |             | 17.153   | 2              | 8.576,5  | 96      | 41.950            | 41029            | Modifica les dades a Wikidata |
|       | Castilleja del Campo        |             | 612      | 16,2           | 37,73    | 121     | 41810             | 41030            | Modifica les dades a Wikidata |
|       | Cazalla de la Sierra        |             | 4.629    | 357            | 12,97    | 595     | 41370             | 41032            | Modifica les dades a Wikidata |
|       | Cañada Rosal                |             | 3.410    | 25             | 136,4    | 168     | 41439             | 41901            | Modifica les dades a Wikidata |
|       | Constantina                 |             | 5.742    | 481,3          | 11,93    | 555     | 41450             | 41033            | Modifica les dades a Wikidata |
|       | Coria del Río               |             | 31.095   | 64             | 485,86   | 5       | 41100             | 41034            | Modifica les dades a Wikidata |
|       | Coripe                      |             | 1.198    | 51,5           | 23,28    | 325     | 41780             | 41035            | Modifica les dades a Wikidata |
|       | El Castillo de las Guardas  |             | 1.511    | 258,1          | 5,86     | 347     | 41890             | 41031            | Modifica les dades a Wikidata |
|       | El Coronil                  |             | 4.697    | 91,6           | 51,25    | 117     | 41760             | 41036            | Modifica les dades a Wikidata |
|       | El Cuervo de Sevilla        |             | 8.716    | 31             | 281,16   | 63      | 41749             | 41903            | Modifica les dades a Wikidata |
|       | El Garrobo                  |             | 812      | 45             | 18,04    | 275     | 41888             | 41043            | Modifica les dades a Wikidata |
|       | El Madroño                  |             | 305      | 103            | 2,96     | 350     | 41897             | 41057            | Modifica les dades a Wikidata |
|       | El Palmar de Troya          |             | 2.306    |                |          | 117     | 41719             | 41904            | Modifica les dades a Wikidata |
|       | El Pedroso                  |             | 2.074    | 314,3          | 6,6      | 414     | 41360             | 41073            | Modifica les dades a Wikidata |
|       | El Real de la Jara          |             | 1.531    | 157,4          | 9,73     | 465     | 41250             | 41080            | Modifica les dades a Wikidata |
|       | El Ronquillo                |             | 1.439    | 76             | 18,93    | 352     | 41880             | 41083            | Modifica les dades a Wikidata |
|       | El Rubio                    |             | 3.290    | 20,8           | 158,17   | 209     | 41568             | 41084            | Modifica les dades a Wikidata |
|       | El Saucejo                  |             | 4.213    | 92             | 45,79    | 527     | 41650             | 41090            | Modifica les dades a Wikidata |
|       | El Viso del Alcor           |             | 19.310   | 20,4           | 946,57   | 143     | 41520             | 41102            | Modifica les dades a Wikidata |
|       | Espartinas                  |             | 16.482   | 23             | 716,61   | 132     | 41807             | 41040            | Modifica les dades a Wikidata |
|       | Estepa                      |             | 12.394   | 202,4          | 61,23    | 604     | 41560             | 41041            | Modifica les dades a Wikidata |
|       | Fuentes de Andalucía        |             | 7.247    | 150            | 48,31    | 183     | 41420             | 41042            | Modifica les dades a Wikidata |
|       | Gelves                      |             | 10.473   | 8              | 1.309,13 | 26      | 41120             | 41044            | Modifica les dades a Wikidata |
|       | Gerena                      |             | 7.923    | 130            | 60,95    | 86      | 41860             | 41045            | Modifica les dades a Wikidata |
|       | Gilena                      |             | 3.658    | 51             | 71,73    | 465     | 41565             | 41046            | Modifica les dades a Wikidata |
|       | Gines                       |             | 13.524   | 3              | 4.508    | 123     | 41960             | 41047            | Modifica les dades a Wikidata |
|       | Guadalcanal                 |             | 2.522    | 275            | 9,17     | 762     | 41390             | 41048            | Modifica les dades a Wikidata |
|       | Guillena                    |             | 14.064   | 226,6          | 62,06    | 28      | 41210             | 41049            | Modifica les dades a Wikidata |
|       | Herrera                     |             | 6.566    | 53,5           | 122,77   | 254     | 41567             | 41050            | Modifica les dades a Wikidata |
|       | Huévar del Aljarafe         |             | 3.360    | 57,6           | 58,35    | 75      | 41830             | 41051            | Modifica les dades a Wikidata |
|       | Isla Mayor                  |             | 5.781    | 114,4          | 50,54    | 5       | 41140             | 41902            | Modifica les dades a Wikidata |
|       | La Algaba                   |             | 16.666   | 18             | 925,89   | 11      | 41980 41989       | 41007            | Modifica les dades a Wikidata |
|       | La Campana                  |             | 5.132    | 125            | 41,06    | 134     | 41429             | 41022            | Modifica les dades a Wikidata |
|       | La Luisiana                 |             | 4.626    | 43             | 107,58   | 167     | 41430             | 41056            | Modifica les dades a Wikidata |
|       | La Puebla de Cazalla        |             | 10.799   | 188            | 57,44    | 177     | 41540             | 41077            | Modifica les dades a Wikidata |
|       | La Puebla de los Infantes   |             | 2.927    | 155            | 18,88    | 230     | 41479             | 41078            | Modifica les dades a Wikidata |
|       | La Puebla del Río           |             | 11.871   | 377            | 31,49    | 20      | 41130             | 41079            | Modifica les dades a Wikidata |
|       | La Rinconada                |             | 40.529   | 140            | 289,49   | 13      | 41309 41300       | 41081            | Modifica les dades a Wikidata |
|       | La Roda de Andalucía        |             | 4.180    | 76,7           | 54,51    | 405     | 41590             | 41082            | Modifica les dades a Wikidata |
|       | Lantejuela                  |             | 3.861    | 18             | 214,5    | 152     | 41630             | 41052            | Modifica les dades a Wikidata |
|       | Las Cabezas de San Juan     |             | 16.410   | 229,7          | 71,44    | 76      | 41730             | 41020            | Modifica les dades a Wikidata |
|       | Las Navas de la Concepción  |             | 1.520    | 63,4           | 23,99    | 436     | 41460             | 41066            | Modifica les dades a Wikidata |
|       | Lebrija                     |             | 27.745   | 372            | 74,58    | 37      | 41740             | 41053            | Modifica les dades a Wikidata |
|       | Lora de Estepa              |             | 888      | 18,1           | 49,09    | 452     | 41564             | 41054            | Modifica les dades a Wikidata |
|       | Lora del Río                |             | 18.189   | 292            | 62,29    | 38      | 41440             | 41055            | Modifica les dades a Wikidata |
|       | Los Corrales                |             | 3.970    | 66             | 60,15    | 385     | 41657             | 41037            | Modifica les dades a Wikidata |
|       | Los Molares                 |             | 3.636    | 43             | 84,56    | 73      | 41750             | 41063            | Modifica les dades a Wikidata |
|       | Los Palacios y Villafranca  |             | 38.757   | 114            | 339,97   | 8       | 41720 41728 41727 | 41069            | Modifica les dades a Wikidata |
|       | Mairena del Alcor           |             | 24.238   | 69,7           | 347,65   | 135     | 41510             | 41058            | Modifica les dades a Wikidata |
|       | Mairena del Aljarafe        | El Aljarafe | 47.898   | 17             | 2.817,53 | 85      | 41927             | 41059            | Modifica les dades a Wikidata |
|       | Marchena                    |             | 19.382   | 378,3          | 51,24    | 150     | 41620             | 41060            | Modifica les dades a Wikidata |
|       | Marinaleda                  |             | 2.555    | 25             | 102,2    | 205     | 41569             | 41061            | Modifica les dades a Wikidata |
|       | Martín de la Jara           |             | 2.643    | 49,8           | 53,07    | 405     | 41658             | 41062            | Modifica les dades a Wikidata |
|       | Montellano                  |             | 7.031    | 116,7          | 60,24    | 250     | 41770             | 41064            | Modifica les dades a Wikidata |
|       | Morón de la Frontera        |             | 27.228   | 431,9          | 63,04    | 297     | 41530             | 41065            | Modifica les dades a Wikidata |
|       | Olivares                    |             | 9.504    | 45,5           | 208,74   | 169     | 41804             | 41067            | Modifica les dades a Wikidata |
|       | Osuna                       |             | 17.374   | 592,5          | 29,32    | 328     | 41640             | 41068            | Modifica les dades a Wikidata |
|       | Palomares del Río           |             | 9.277    | 13             | 713,62   | 37      | 41928             | 41070            | Modifica les dades a Wikidata |
|       | Paradas                     |             | 6.779    | 110,6          | 61,29    | 23      | 41610             | 41071            | Modifica les dades a Wikidata |
|       | Pedrera                     |             | 5.085    | 60,6           | 83,86    | 460     | 41566             | 41072            | Modifica les dades a Wikidata |
|       | Peñaflor                    |             | 3.670    | 83             | 44,22    | 52      | 41470             | 41074            | Modifica les dades a Wikidata |
|       | Pilas                       |             | 14.105   | 45,9           | 307,03   | 69      | 41840             | 41075            | Modifica les dades a Wikidata |
|       | Pruna                       |             | 2.509    | 100,6          | 24,93    | 663     | 41670             | 41076            | Modifica les dades a Wikidata |
|       | Salteras                    |             | 5.580    | 57,5           | 97,11    | 152     | 41909             | 41085            | Modifica les dades a Wikidata |
|       | San Juan de Aznalfarache    |             | 23.090   | 4              | 5.772,5  | 8       | 41920             | 41086            | Modifica les dades a Wikidata |
|       | San Nicolás del Puerto      |             | 600      | 45             | 13,33    | 590     | 41388             | 41088            | Modifica les dades a Wikidata |
|       | Sanlúcar la Mayor           |             | 14.375   | 135,4          | 106,16   | 148     | 41800             | 41087            | Modifica les dades a Wikidata |
|       | Santiponce                  |             | 8.625    | 8              | 1.078,13 | 18      | 41970             | 41089            | Modifica les dades a Wikidata |
|       | Sevilla                     |             | 687.488  | 140,8          | 4.882,73 | 18      | 41000–41099       | 41091            | Modifica les dades a Wikidata |
|       | Sevilla                     |             | 140.430  | 160,5          | 874,84   | 42      | 41700–41704 41089 | 41038            | Modifica les dades a Wikidata |
|       | Tocina                      |             | 9.373    | 14             | 669,5    | 27      | 41340             | 41092            | Modifica les dades a Wikidata |
|       | Tomares                     |             | 25.488   | 5              | 5.097,6  | 78      | 41940             | 41093            | Modifica les dades a Wikidata |
|       | Umbrete                     |             | 9.394    | 12             | 782,83   | 121     | 41806             | 41094            | Modifica les dades a Wikidata |
|       | Utrera                      |             | 52.173   | 684,3          | 76,25    | 49      | 41710             | 41095            | Modifica les dades a Wikidata |
|       | Valencina de la Concepción  |             | 8.080    | 25             | 323,2    | 153     | 41907             | 41096            | Modifica les dades a Wikidata |
|       | Villamanrique de la Condesa |             | 4.677    | 57,7           | 81,1     | 33      | 41850             | 41097            | Modifica les dades a Wikidata |
|       | Villanueva de San Juan      |             | 1.002    | 34,7           | 28,84    | 466     | 41660             | 41100            | Modifica les dades a Wikidata |
|       | Villanueva del Ariscal      |             | 6.938    | 5              | 1.387,6  | 156     | 41808             | 41098            | Modifica les dades a Wikidata |
|       | Villanueva del Río y Minas  |             | 5.033    | 154            | 32,68    | 72      | 41350             | 41099            | Modifica les dades a Wikidata |
|       | Villaverde del Río          |             | 7.794    | 41,1           | 189,45   | 17      | 41318             | 41101            | Modifica les dades a Wikidata |
|       | Écija                       |             | 39.500   | 976            | 40,47    | 100     | 41400             | 41039            | Modifica les dades a Wikidata |